# Sergei Serafimowitsch Martschenkow
Sergei Serafimowitsch Martschenkow (russisch Сергей Серафимович Марченков, englische Transkription: Sergeĭ Serafimovich Marchenkov, * 29. Juni 1945 in Uslowaja) ist ein sowjetisch-russischer Mathematiker, Kybernetiker und Hochschullehrer.

## Leben
Martschenkow schloss 1962 den Besuch der Mittelschule Nr. 16 in Uslowaja mit einer Goldmedaille ab. Darauf studierte er an der Lomonossow-Universität Moskau (MGU) in der Mechanisch-Mathematischen Fakultät (Mechmat) mit Abschluss 1967 mit Auszeichnung. Es folgte die dreijährige Aspirantur bei Sergei Wsewolodowitsch Jablonski am Lehrstuhl für Mathematische Logik der Mechmat der MGU. 1971 verteidigte er mit Erfolg seine Dissertation über Semistrukturen berechenbarer Nummerierungen für die Promotion zum Kandidaten der physikalisch-mathematischen Wissenschaften.
Ab 1970 arbeitete Martschenkow im Moskauer Keldysch-Institut für Angewandte Mathematik (IPM) der Akademie der Wissenschaften der UdSSR (AN-SSSR, seit 1991 Russische Akademie der Wissenschaften (RAN)). Seine Forschungsarbeiten betrafen die Mengenlehre und die Mathematische Logik. 1992 verteidigte Martschenkow mit Erfolg seine Doktor-Dissertation über das Problem der Existenz einer Basis in iterativen Algebren für die Promotion zum Doktor der physikalisch-mathematischen Wissenschaften.
2000 kehrte Martschenkow zur MGU zurück und lehrte am Lehrstuhl für Mathematische Kybernetik der Fakultät für Rechnermathematik und Kybernetik (WMK). Er hielt Vorlesungen über Diskrete Mathematik, funktionale Systeme, Homogene Funktionen, Grundlagen der Theorie der Algorithmen, elementare rekursive Funktionen, Klassen mehrwertiger Logiken, Hüllenoperatoren in mehrwertigen Logiken, Berechnungen auf Registermaschinen (auch als Minsky-Maschinen bekannt) und Funktionalgleichungen mehrwertiger Logiken. Die Ernennung zum Professor erfolgte 2013.